# Mongoliet ved vinter-OL 2022
Mongoliet deltog i vinter-OL 2022 i Beijing, Kina i perioden 4. – 20. februar 2022.

## Deltagere
Følgende er listen over disciplinerne, som repræsenterede deltagere optræder i.
| Sport    | Mænd | Kvinder | Total |
| -------- | ---- | ------- | ----- |
| Langrend | 1    | 1       | 2     |
| Total    | 1    | 1       | 2     |

## Medaljer
| 2022 Beijing | Guld | Sølv | Bronze | Total |
| Mongoliet    | 0    | 0    | 0      | 0     |

### Medaljevindere
| Mongoliet under vinter-OL 2022 i Beijing | Mongoliet under vinter-OL 2022 i Beijing | Mongoliet under vinter-OL 2022 i Beijing | Mongoliet under vinter-OL 2022 i Beijing | Mongoliet under vinter-OL 2022 i Beijing |
| Medalje                                  | Navn                                     | Sport                                    | Event                                    | Dato                                     |
| ---------------------------------------- | ---------------------------------------- | ---------------------------------------- | ---------------------------------------- | ---------------------------------------- |
| Guld                                     | -                                        | -                                        | -                                        | -                                        |
| Sølv                                     | -                                        | -                                        | -                                        | -                                        |
| Bronze                                   | -                                        | -                                        | -                                        | -                                        |